# اکس‌کالیبور
اکس‌کالیبور (به انگلیسی: Excalibur) معروف به شمشیر در سنگ نام شمشیر افسانه‌ای شاه آرتور است.
این شمشیر در پایه شمشیری از نفس اژدها بوده که مرلین آن را برای پیروزی در جنگ با ساکسون‌ها به پدر آرتور اوتر پندراگون داد و سپس آن را به بانوی دریاچه هدیه می‌کند، و پس از مرگ اوتر شمشیر را باز پس می‌گیرد و آن را در سنگ فرومی‌کند تا تنها آرتور بتواند آن را بیرون کشد.

## نام گذاری
طبق گفته منابع نام Excalibur برگرفته از دو کلمه Caledfwlch به معنی سخت و bwlch Calesvol به معنی شکافنده است.
جفری مونموت، در Historia Regum Britanniae (تاریخ پادشاهان بریتانیا، ۱۱۳۶)، نام شمشیر آرتور را به عنوان کالیبوروس نامگذاری کرد (به‌طور بالقوه تحت تأثیر کلاسیک‌های قرون وسطی لاتین لاتین کلاسیک لاتین، از چلیپ‌های یونانی [χάλυψ] "فولاد"). اکثر سلتیکیست‌ها، کالفورنوس جفری را مشتق از متن قدیمی ویلس گم کرده‌اند که در آن bwlch هنوز ویرایش نشده‌است.